# مونغ مونغ لوين
مونغ مونغ لوين (بالبورمية: မောင်မောင်လွင်) هو لاعب كرة قدم ميانماري، ولد في 18 يونيو 1995. شارك مع منتخب ميانمار تحت 20 سنة لكرة القدم ومنتخب ميانمار لكرة القدم. أما مع النوادي، فقد لعب مع هانثوادي يونايتد.

## وصلات خارجية
- مونغ مونغ لوين على موقع قاعدة بيانات كرة القدم.إي يو (الإنجليزية)
- مونغ مونغ لوين على موقع ناشيونال فوتبول تيمز (الإنجليزية)
- مونغ مونغ لوين على موقع Soccerway.com (الإنجليزية)
- مونغ مونغ لوين على موقع عالم كرة القدم.نت (الإنجليزية)